# Серебрјанско језеро
Серебрјанско језеро, или Горњосеребрјанско језеро (рус. Серебрянское водохранилище; Верхнесеребрянское водохранилище) вештачко је слатководно језеро на крајњем северозападу Кољског полуострва у северном делу Мурманске области, на крајњем северозападу европског дела Руске Федерације. Језеро је настало преграђивањем корита реке Вороње у периоду 1970−1972, а његове воде користе се за покретање турбина Серебрјанске ХЕ-1. Налази се у басену Баренцовог мора.
Површина језерске акваторије је 556 км², језеро је дугачко 157 километара, а максимална ширина је до 20 километара. Просечна запремина воде у језеру је око 4,17 км³, док је просечна дубина воде у језеру 7,5 метара. У зависности од водостаја ниво воде у језеру колеба се у вредностима до 6 метара у односу на просечне вредности.
Паралелно са првом уставом, на неких 25 километара низводно на Вороњи је подигнута још једна брана чијом градњом је формирано Доњосеребрајнско језеро површине 26 км².